# Muzeul Național Slovac
Muzeul Național Slovac (în slovacă Slovenské národné múzeum) este cea mai importantă instituție axată pe cercetarea științifică și educația culturală în domeniul muzeologiei din Slovacia. Începuturile sale „sunt asociate cu efortul națiunii slovace pentru emancipare națională și autodeterminare”.
Sediul Muzeului Național Slovac se află la Bratislava, dar, cu toate acestea, instituția administrează 18 muzee specializate, dintre care majoritatea sunt situate în afara orașului.

## Istoric
Muzeul Național Slovac (SNM) a fost înființat în anul 1961. Originile sale se află în Muzeul Matica Slovenská și Muzeul Casei Naționale din Martin, care a fondat Societatea Muzeologică Slovacă. Prima expoziție permanentă a unei colecții naționale a fost deschisă la Martin în anul 1908. Muzeul a adunat colecții arheologice, etnografice, istorice, numismatice, de istoria artei, artă creativă și științe naturale. Muzeul Național de Geografie și Istorie Slovacă a fost înființat la Bratislava în 1924 de către Societatea Muzeului Național de Geografie și Istorie Slovacă. Muzeul Slovac de Agricultură, un departament al Muzeului de Agricultură al Cehoslovaciei de la Praga, a fost înființat la Bratislava în același an. În 1940 Muzeul Național de Geografie și Istorie Slovacă și Muzeul Slovac de Agricultură au fuzionat, formând Muzeul Slovac. O nouă fuziune a avut loc în anul 1961 atunci când Muzeul Slovac și Muzeul Național Slovac din Martin⁠(d) au fuzionat în cadrul Muzeului Național Slovac, cu sediul la Bratislava.
Pe 11 martie 2012, Castelul Krásna Hôrka⁠(d) (parte componentă a Muzeului Național Slovac) a fost avariat de un incendiu declanșat atunci când doi copii și-au aprins țigări. Incendiul a distrus acoperișul, dar majoritatea colecțiilor istorice au scăpat nedeteriorate. Castelul urma să se redeschidă în anul 2018.

## Muzeul în prezent

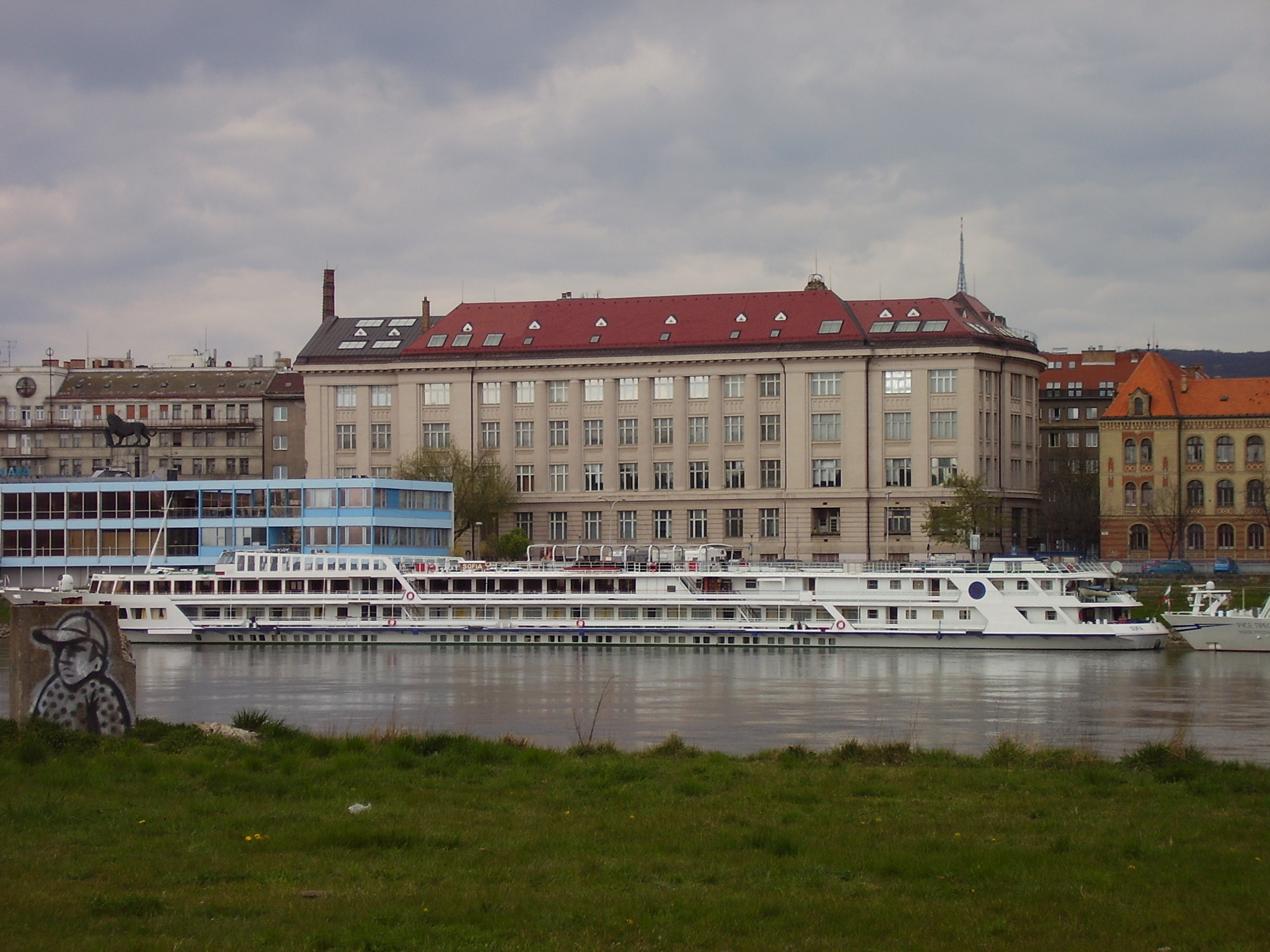
Clădirea Muzeului Național Slovac din Bratislava, văzută de pe malul drept al Dunării

Muzeul Național Slovac este cea mai importantă instituție de cercetare științifică și educație culturală, cu cele mai mari și mai valoroase colecții din domeniul muzeologic din Slovacia. Instituția desfășoară, de asemenea, activități de cercetare științifică și de redactare de lucrări. Mai mult, SNM este „un centru de informare și educație, statistic, de consiliere profesională, metodologic și de coordonare pentru întregul domeniu al muzeologiei din Republica Slovacă”.

### Clădire
Sediul Muzeului Național Slovac este situat pe Vajanské nábrežie (o stradă de pe malul Dunării din Orașul Vechi al Bratislavei⁠(d)), într-o clădire care adăpostește în prezent și Muzeul de Istorie Naturală. Construcția clădirii, proiectată de arhitectul M.M. Harminec, a început în iulie 1925 și a fost finalizată în 1928. Muzeul a fost deschis pe 4 mai 1930.

## Muzee și departamente specializate
| Nume                                    | Nume slovac                           | Amplasare                                                 |
| --------------------------------------- | ------------------------------------- | --------------------------------------------------------- |
| Muzeul de Științe ale Naturii           | Prírodovedné múzeum                   | Bratislava                                                |
| Muzeul de Arheologie                    | Muzeul arheologic                     | Bratislava                                                |
| Muzeul de Istorie                       | Muzeul istoric                        | Castelul Bratislava                                       |
| Muzeul de Muzică                        | Hudobné múzeum                        | Castelul Bratislava                                       |
| Muzeul de Etnografie                    | Etnografické muzeum                   | Martin                                                    |
| Muzeul Andrej Kmeť⁠(d)                   | Múzeum Andreja Kmeťa                  | Martin                                                    |
| Muzeul Satului Slovac                   | Múzeum slovenskej dediny              | Martin                                                    |
| Muzeul Martin Benka⁠(d)                  | Múzeum Martina Benku                  | Martin                                                    |
| Muzeul Culturii Cehe⁠(d) din Slovacia    | Múzeum kultúry Čechov na Slovensku    | Martin                                                    |
| Muzeul Culturii Romilor⁠(d) din Slovacia | Múzeum kultúry Rómov na Slovensku     | Martin                                                    |
| Muzeul Karol Plicka⁠(d)                  | Muzeul Karola Plicku                  | Blatnica (subdiviziune a Muzeelor din Martin)             |
| Muzeul Consiliului Național Slovac⁠(d)   | Múzeum Slovenských národných rád      | Myjava                                                    |
| Muzeul Červený Kameň                    | Múzeum Červený Kameň                  | Castelul Červený Kameň                                    |
| Muzeul Betliar                          | Múzeum Betliar                        | Betliar                                                   |
| Muzeul Bojnice                          | Muzeul Bojnice                        | Castelul Bojnice                                          |
| Muzeul Spiš din Levoča                  | Spišské múzeum v Levoči               | Levoča                                                    |
| Muzeul Culturii Păpușilor și Jucăriilor | Múzeum bábkarských kultúr a hračiek   | Castelul Modrý Kameň                                      |
| Muzeul Culturii Evreiești⁠(d)            | Múzeum židovskej kultúry              | Bratislava, plus expoziții și la Trnava, Žilina și Prešov |
| Muzeul Culturii Maghiare din Slovacia   | Múzeum kultúry Maďarov na Slovensku   | Bratislava                                                |
| Muzeul Culturii Germane Carpatine       | Múzeum kultúry karpatských Nemcov     | Bratislava                                                |
| Muzeul Culturii Ucrainene–Rutene        | Múzeum ukrajinskej kultúry            | Svidník                                                   |
| Muzeul Culturii Rutene                  | Múzeum rusínskej kultúry              | Prešov                                                    |
| Muzeul Ľudovít Štúr                     | Múzeum Ľudovíta Štúra                 | Modra                                                     |
| Muzeul Culturii Croate⁠(d) din Slovacia  | Múzeum kultúry Chorvátov na Slovensku | Bratislava- Devínska Nová Ves                             |